# 에이스 그레이드
《에이스 그레이드》(영어: Eighth Grade)는 2018년 개봉한 미국의 코미디 드라마 영화이다. 보 버넘의 감독 데뷔작이며, 각본 역시 맡았다. 8학년(한국의 중학교 3학년)의 마지막 주를 보내는 여학생의 얘기를다룬 작품이다. 2018 선댄스 영화제에서 전세계 최초로 상영되었다. 정식 개봉 이후, 작품과 주인공을 맡은 엘시 피셔의 연기는 전반적으로 호평을 받았다.

## 출연

### 주연
- 엘시 피셔
- 조쉬 해밀턴
- 에밀리 로빈슨

### 조연
- 미시 야거
- 그렉 크로우
- 데버러 카라 엉거

## 기타
- 미술: 샘 리센코